# Triumph TR6
Les Triumph TR6 sont des modèles d'automobile de la marque Triumph produites de 1969 à 1976.

## Historique
En juillet 1976, à la fin de la production de la TR6, cette série représente la meilleure vente pour la gamme des TR de la marque Triumph. Plus tard, ce record sera battu par la TR7. 94 619 TR6 seront construites dont 86 249 seront destinées au marché étranger, seules 8 370 seront destinées au marché britannique.
Le corps de la voiture diffère très peu du précédent modèle TR5 .

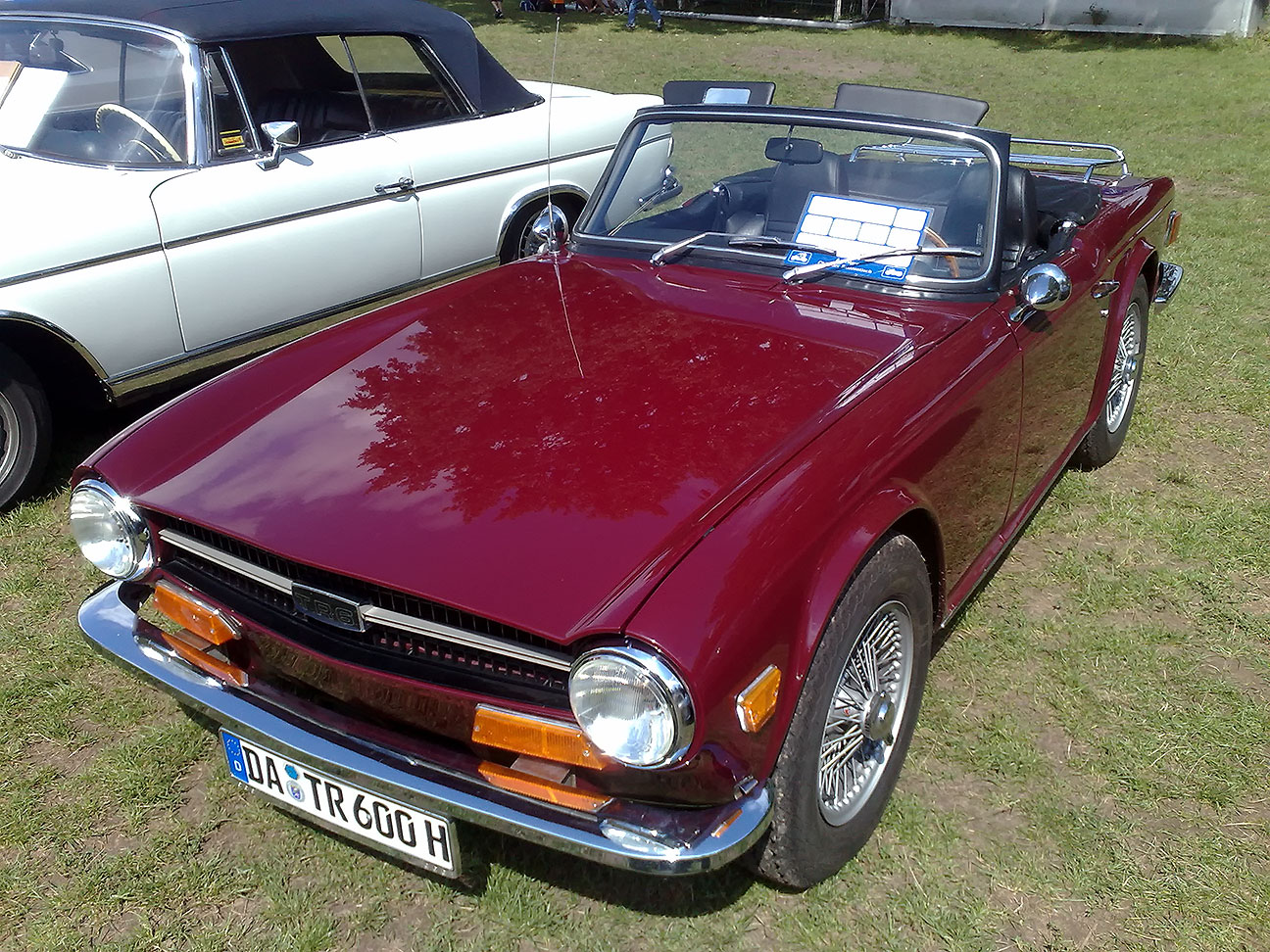
Une TR6 de 1971.
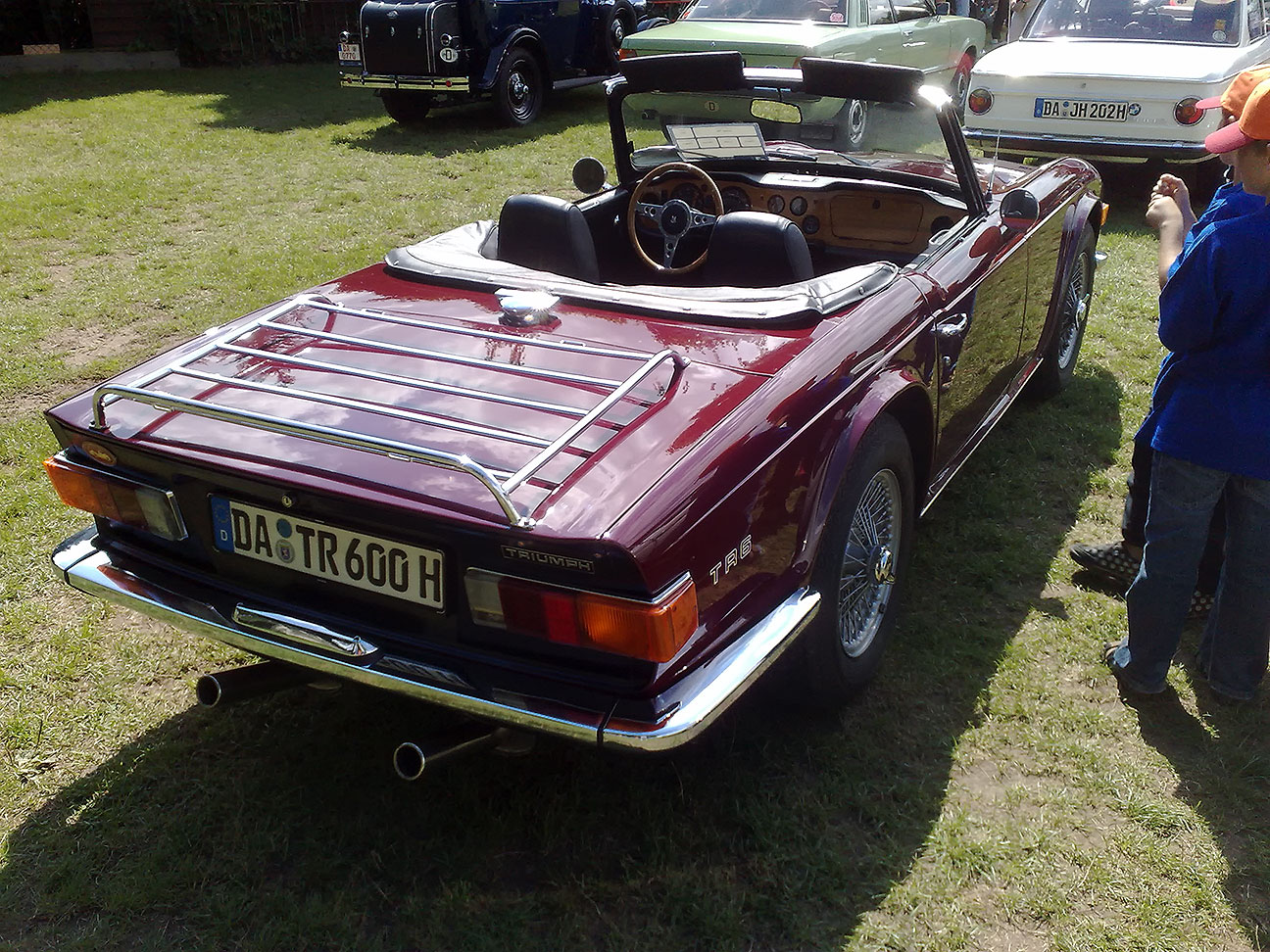
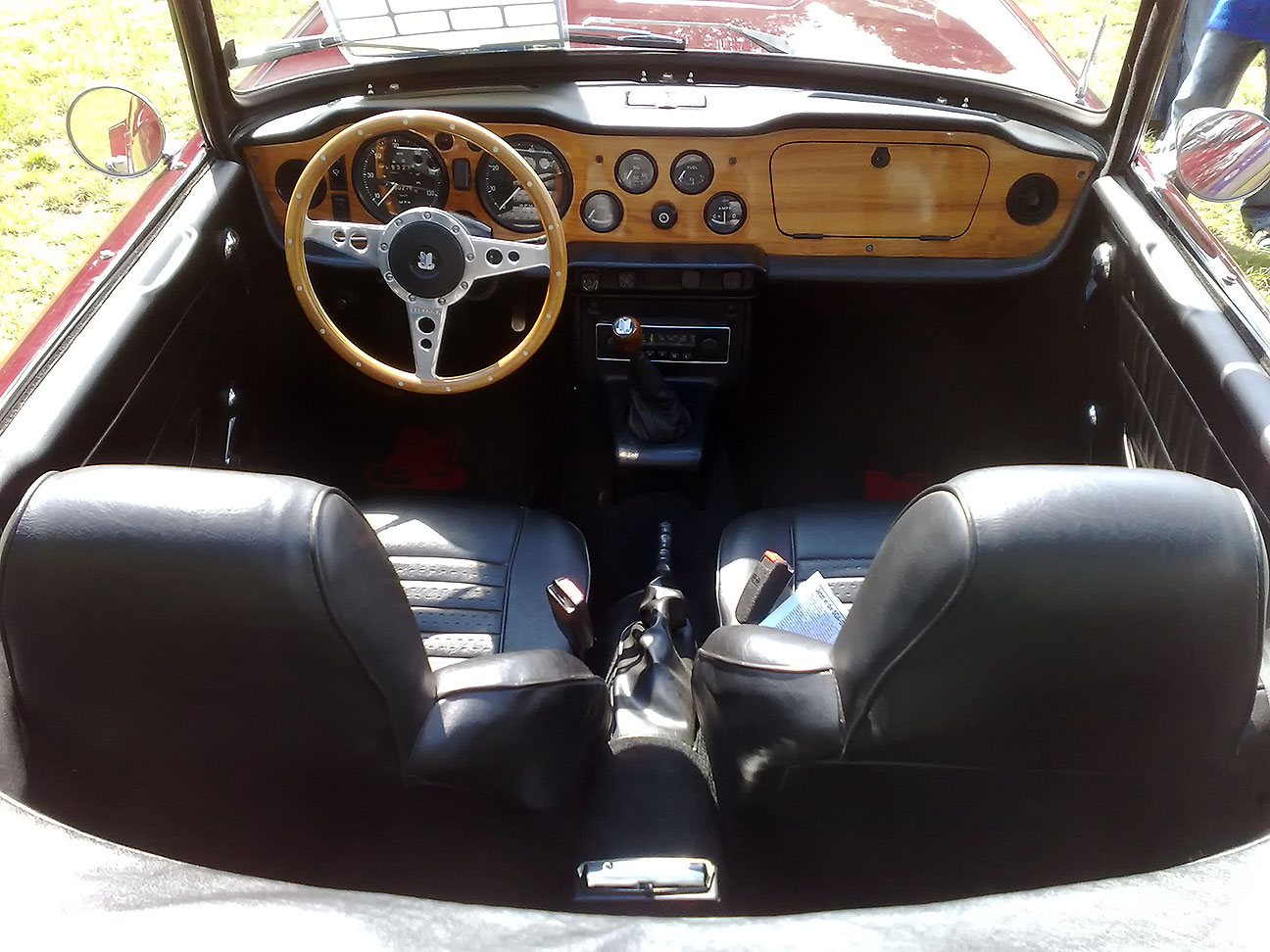
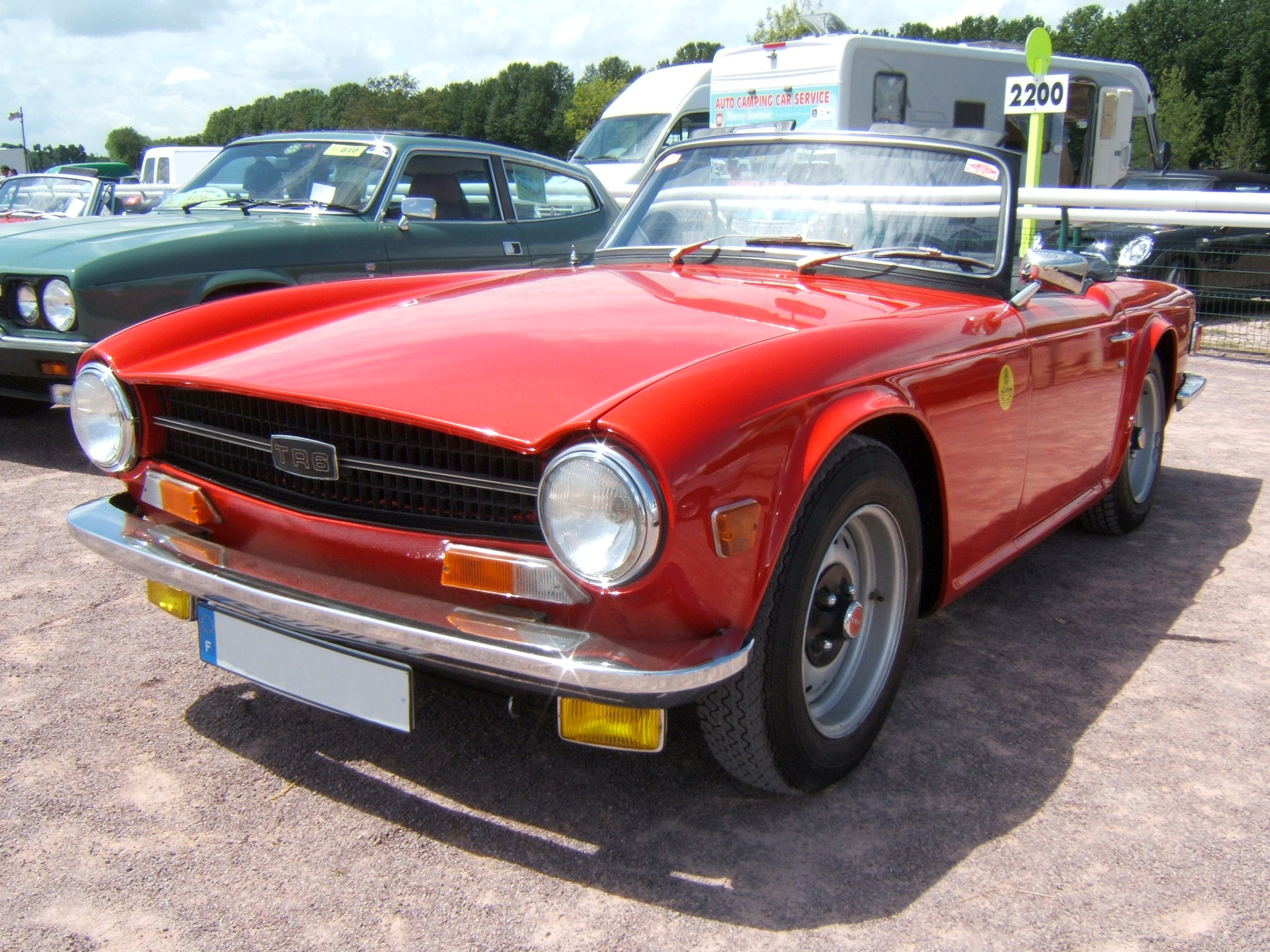
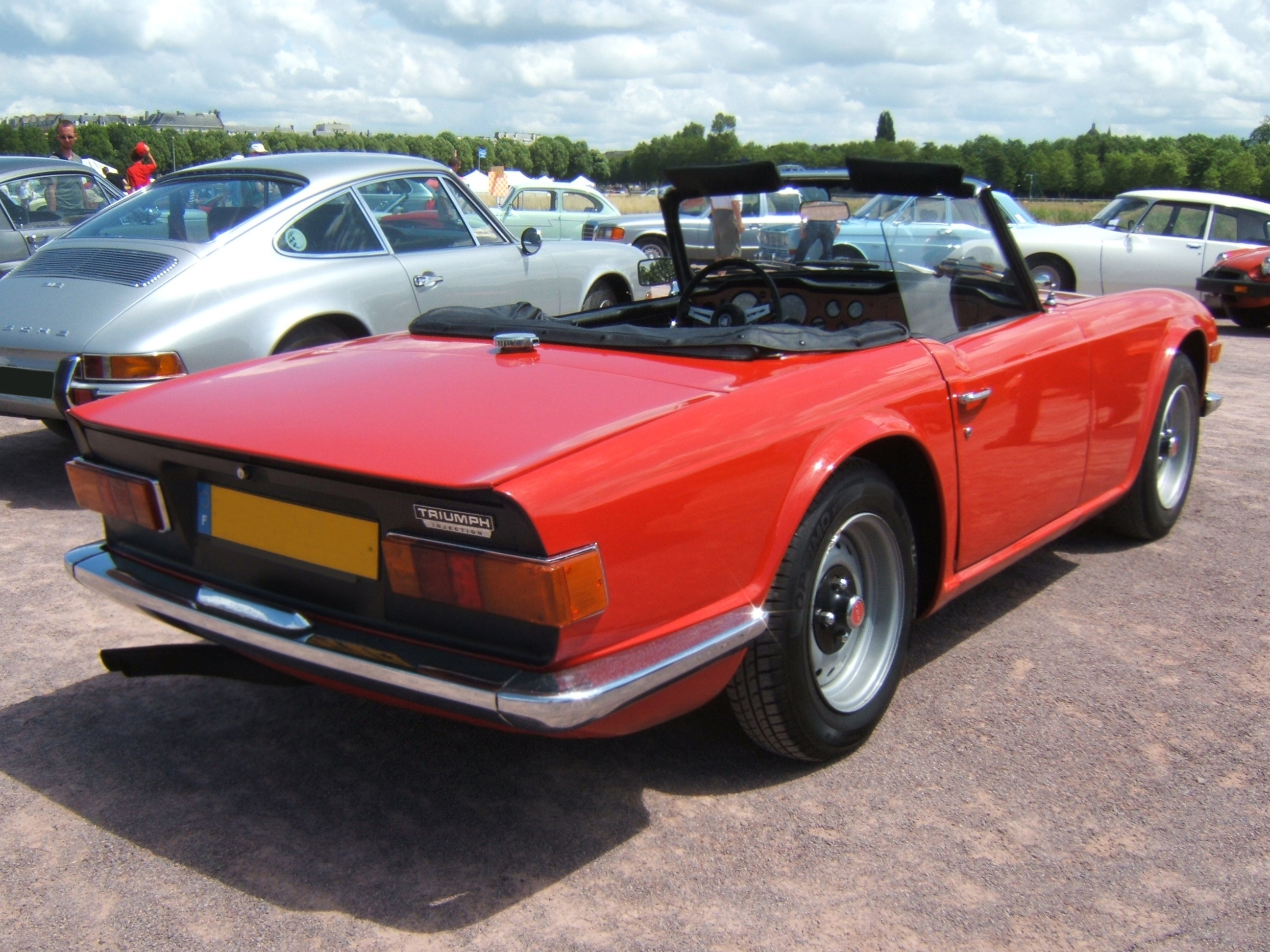

## Voir aussi

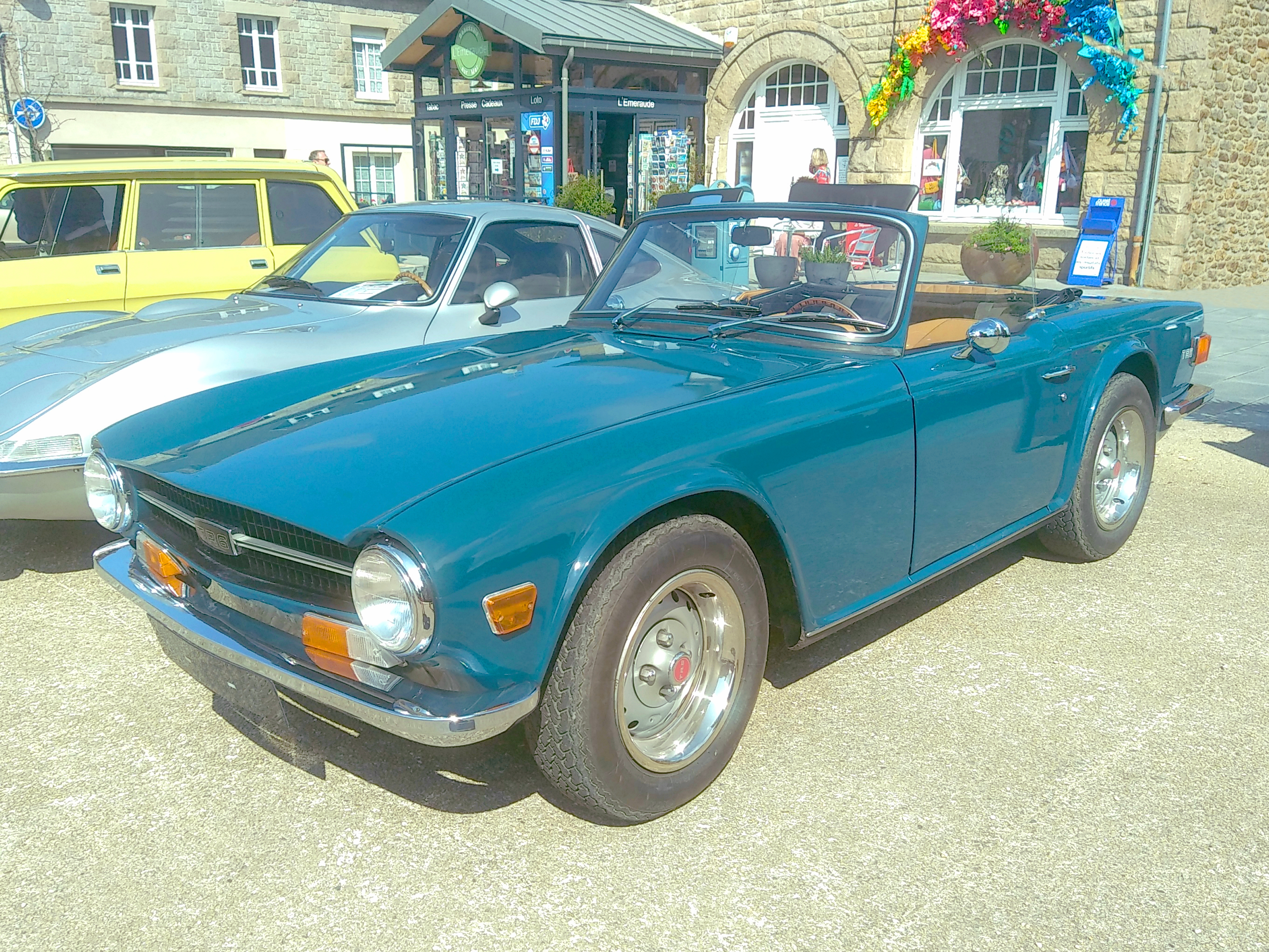
Une TR6 en mai 2024.